# Leptotarsus rubriceps
Leptotarsus rubriceps är en tvåvingeart som först beskrevs av Edwards 1916.  Leptotarsus rubriceps ingår i släktet Leptotarsus och familjen storharkrankar.
Artens utbredningsområde är Taiwan. Inga underarter finns listade i Catalogue of Life.